# Stilus a Nativitate
Stilus a Nativitate (łac., styl od dnia Narodzenia Pańskiego) – konwencja datowania wydarzeń powszechna w kulturze łacińskiej w wiekach średnich i uznawana za najstarszą ze stosowanych na ziemiach polskich. Zgodnie z nią dni roku i powiązane z nimi wydarzenia datowano od święta Bożego Narodzenia, które uznawane było za pierwszy dzień nowego roku. Konwencja ta w Polsce dominowała w źródłach narracyjnych, rocznikarskich, a także księgach radzieckich i kościelnych przez całe średniowiecze. Znajdowała także odbicie w obyczajach i roku obrzędowym, którego początkiem pierwotnie był właśnie dzień Narodzenia Pańskiego. Następnie zastąpiona została przez stilus a Circumcisione - konwencję zakładającą liczenie kolejnych dni roku od Święta Obrzezania Pańskiego (oktawy Bożego Narodzenia), czyli pierwszego stycznia. Inspiratorem tej zmiany był Kościół. W dokumentach wydawanych przez kancelarię królewską nowy styl zaczął się rozpowszechniać już w XIII wieku, by w XIV uzyskać dominację. W Polsce wyszedł zasadniczo z użycia za panowania Jana Olbrachta, który preferował styl styczniowy (stilus a Circumcisione). Pojedyncze przypadki stosowania stilus a Nativitate zachowały się jeszcze z XVI wieku np. w mazowieckich księgach miejskich.